# Милосав Гоња
Милосав Гоња (Храдек, 11. децембар 1922), учесник Народноослободилачке борбе и друштвено-политички радник САП Војводине.

## Биографија
Рођен 1922. године. Дипломирао је 1969. на групи социологије Филозофског факултета у Београду. Укључио се 1942. године у НОП и до краја рата вршио одговорне дужности у скојевским и партијским руководствима шидског среза и у Окружном комитету СКОЈ-а за Западни Срем. Налазио се у делегацији Војводине на Другом конгресу УСАОЈ-а у Дрвару маја 1944. После ослобођења био је секретар ПК СКОЈ-а за Војводину и члан Бироа ПК КПЈ (1944—1951), такође и одговорни уредник "Гласа омладине".
Био је председпик Среског народног одбора новосадског, вршећи краће време и дужност председника Градског већа Новог Сада, када је град 1956. подељен па четири општине. У то време основано је Стеријино позорје и био је члан првог Одбора ове институције. Биран за посланика Скупштине Војводине и члана Покрајииског извршног већа (1958—1964), као и за посланика и председника скупштинског одбора Скупштине Србије (1968—1972). Од 1989. обавља дужност председника Покрајинског одбора СУБНОР-а, а уједно је и члан републичког и савезног руководства борачке организације.